# 제2재무장관
제2재무장관(핀란드어: toinen valtiovarainministeri 토이넨 발티오바라인미니스테리[*]) 또는 재무부장관(핀란드어: ministeri valtiovarainministeriössä 미니스테리 발티오바라인미니스테리외새[*])은 핀란드의 정무직 공무원 직책이다. 재무부의 총책임자는 재무장관이고, 제2재무장관은 그 하급자다. 언론 등에서 비공식적으로 세무장관(핀란드어: veroministeri 베로미니스테리[*])이라고 칭하기도 하는데, 상급자인 재무장관이 중앙 업무를 맡는 동안 바깥으로 나도는 업무, 예컨대 세금 관련 업무 같은 것을 제2장관이 주로 맡기 때문이다. 
제2차 반하넨 내각에서는 제2재무장관의 직함을 행정지방장관(핀란드어: hallinto- ja kuntaministeri 할린토 야 쿤타미니스테리[*])이라 했고, 2014년 카타이넨 내각에서는 교통지방장관(핀란드어: liikenne- ja kuntaministeriksi 케네 야 쿤타미니스테릭시[*])라고 했다. "교통지방장관" 직함을 쓰던 동안에는 교통통신장관이 제2재무장관을 겸했다. 2015년 시필래 내각에서는 지방개혁장관(핀란드어: kunta- ja uudistusministeriksi 쿤타 야 우디스투스미니스테릭시[*])이라고 개칭했다.
| 역대 장관                                       | 역대 장관                                   | 역대 장관                                   | 역대 장관                                   | 역대 장관                                   |
| 제2재무장관( toinen valtiovarainministeri )     | 제2재무장관( toinen valtiovarainministeri ) | 제2재무장관( toinen valtiovarainministeri ) | 제2재무장관( toinen valtiovarainministeri ) | 제2재무장관( toinen valtiovarainministeri ) |
| 각료                                            | 정당                                        | 정당                                        | 임기                                        | 내각                                        |
| ----------------------------------------------- | ------------------------------------------- | ------------------------------------------- | ------------------------------------------- | ------------------------------------------- |
| 아랴 잉케리 알호                                |                                             | 사회민주당                                  | 1995년 4월 13일-1997년 10월 8일             | 제1차 리포넨                                |
| 요우코 유하니 스키나리                          |                                             | 사회민주당                                  | 1997년 10월 9일-1999년 4월 15일             | 제1차 리포넨                                |
| 수비아네 시메스                                 |                                             | 좌파동맹                                    | 1999년 4월 15일-2003년 4월 16일             | 제2차 리포넨 내각                           |
| 울라마이 비데로스                               |                                             | 스웨덴인당                                  | 2003년 4월 17일-2003년 6월 23일             | 얘텐매키                                    |
| 울라마이 비데로스                               | 2003년 6월 24일-2007년 4월 18일             | 스웨덴인당                                  | 제1차 반하넨                                |                                             |
| 행정지방장관( hallinto- ja kuntaministeri )     |                                             |                                             |                                             |                                             |
| 각료                                            | 정당                                        | 정당                                        | 임기                                        | 내각                                        |
| 마리 키비니에미                                 |                                             | 중앙당                                      | 2007년 4월 19일-2010년 6월 22일             | 제2차 반하넨                                |
| 타파니 올라비 퇼리                              |                                             | 중앙당                                      | 2010년 6월 22일-2011년 6월 22일             | 키비니에미                                  |
| 헤나 비르쿠넨                                   |                                             | 국민연합당                                  | 2011년 6월 22일-2014년 4월 4일              | 카타이넨                                    |
| 교통 지방장관( liikenne- ja kuntaministeriksi ) |                                             |                                             |                                             |                                             |
| 각료                                            | 정당                                        | 정당                                        | 임기                                        | 내각                                        |
| 헤나 비르쿠넨                                   |                                             | 국민연합당                                  | 2014년 4월 4일-2014년 6월 24일              | 카타이넨                                    |
| 파울라 시니카 리시코                            |                                             | 국민연합당                                  | 2014년 6월 24일-2015년 5월 29일             | 스투브                                      |
| 지방개혁장관( kunta- ja uudistusministeriksi )  |                                             |                                             |                                             |                                             |
| 각료                                            | 정당                                        | 정당                                        | 임기                                        | 내각                                        |
| 아누 베흐빌래이넨                               |                                             | 중앙당                                      | 2015년 5월 29일-현재                        | 시필래                                      |